# Vincent Trocheck
Vincent Trocheck (Pittsburgh, Pensilvania, 11 de julio de 1993), apodado Troch, es un jugador profesional estadounidense de hockey sobre hielo que se desempeña en la posición de centro en New York Rangers, equipo de la National Hockey League (NHL).

## Carrera
Fue seleccionado en la tercera ronda en la NHL Entry Draft de 2011. En 2013 hizo su debut profesional con el equipo Florida Panthers, en el cual jugó siete temporadas (2013-2019), después pasó a Carolina Hurricanes (2019-2022), luego a New York Rangers, donde lleva jugando dos temporadas.